# André L'Archevêque
Pour les articles homonymes, voir L'Archevêque.
 (juin 2009).
André L’Archevêque, né le 12 avril 1923 à Montréal, mort le 7 mai 2015 à Laval, est un peintre et illustrateur québécois. 

## Biographie
André L’Archevêque est le huitième d’une famille de douze enfants et son père, Eugène L’Archevêque, est propriétaire d’une importante imprimerie, qui publie notamment un hebdomadaire humoristique dans lequel il fera paraître, dès l’âge de 16 ans, ses premiers dessins, des caricatures d’actualité. Cependant, ses talents se sont manifestés bien avant, puisqu’on lui connaît une carte de souhaits réalisée quand il n’a que 12 ans et qui témoigne déjà d’un sens très sûr de la composition, de la perspective et des couleurs.

## Études
Il étudie le dessin et la composition à l'école des beaux-arts de Montréal. Il étudie la technique de la gravure à la Guilde graphique de Montréal. Il poursuit ses études artistiques à l'université Sir Georges William. Il complètera sa formation artistique avec le Famous Artists School de New York afin d’y apprendre l’illustration publicitaire.
Des stages de recherche en France lui permettent d’étudier la technique de la pointe sèche à l’atelier Lacourière-Frélaut de Paris.

## Caricaturiste et illustrateur
André L’Archevêque s’exprime d’abord comme caricaturiste et illustrateur. « Il commence à dessiner en faisant gratuitement des caricatures pour Le Bavard, publié par son père. ». 
Dès 1946, il réalise la page couverture de romans en fascicules, dits « romans à dix cents » publiés par Edgar L’Espérance, le père de Pierre L’espérance, des Éditions de l’Homme/Sogides. Quelques milliers d’histoires furent éditées, pour lesquelles il illustrera toutes les couvertures : romans d’amour, policiers, cow-boy, espionnage, sciences-fiction et autres. Huiles, caséines, aquarelles, pastels deviennent ses médiums d’expression pour ce faire. 
On lui doit notamment d’avoir illustré la page couverture de près d’un millier de petits romans Les aventures étranges d’IXE-13 signés Pierre Saurel (pseudonyme du comédien et folkloriste Pierre Daignault). 
Par la suite, d’autres fascicules suivirent attribuables à la plume de divers auteurs, dont les romanciers Yves Thériault et Robert Hollier. Déjà très prolifique, André L’Archevêque signera plus de 5 000 couvertures de ces petits romans. Cette première période de création s’étend du début des années 1940 à la fin des années 1950.

## Illustration publicitaire
L’illustration publicitaire constituera la deuxième carrière d’André L’Archevêque. On se souviendra notamment de la petite vache de la campagne Le lait, c’est vachement bon. Nombre d’illustrations suivirent pour des sociétés locales, nationales et internationales ainsi que des livres pour enfants ou encore de L’histoire du Québec en images commanditée par la brasserie Molson.
En 1961, le ministre du Tourisme du Québec lui commande onze tableaux peints à la caséine reproduits aux États-Unis dans les magazines Time Magazine, Life, National Geographic, House & Garden et quelques journaux, pour un tirage total de cinq millions d’imprimés par mois pendant quatre ans. Au Canada, on les retrouve dans Maclean's, Châtelaine, etc.

## Artiste-peintre

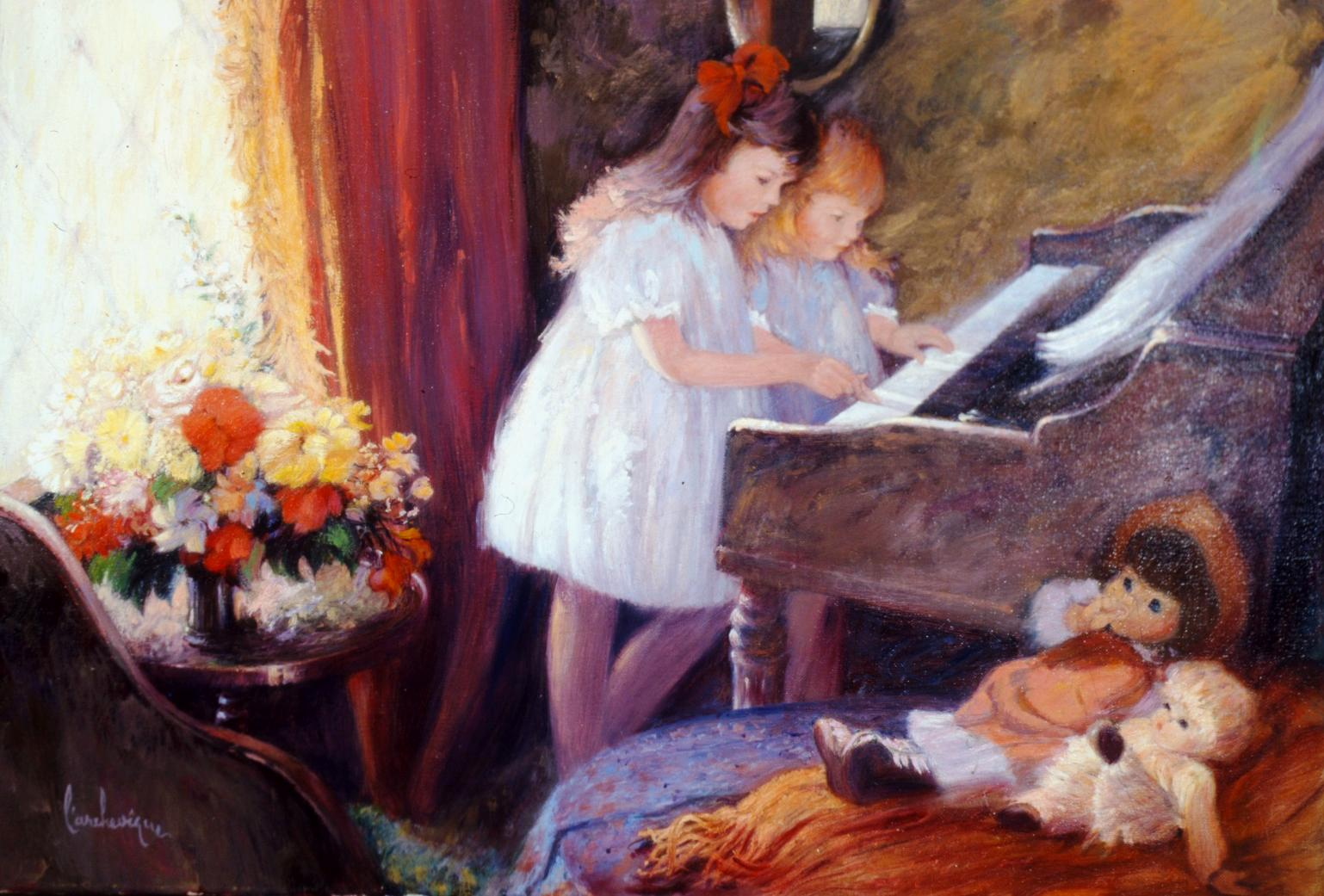
Concerto pour piano, tableau peint en 2002 par André L’Archevêque (huile, 45.7 cm × 40.6 cm).

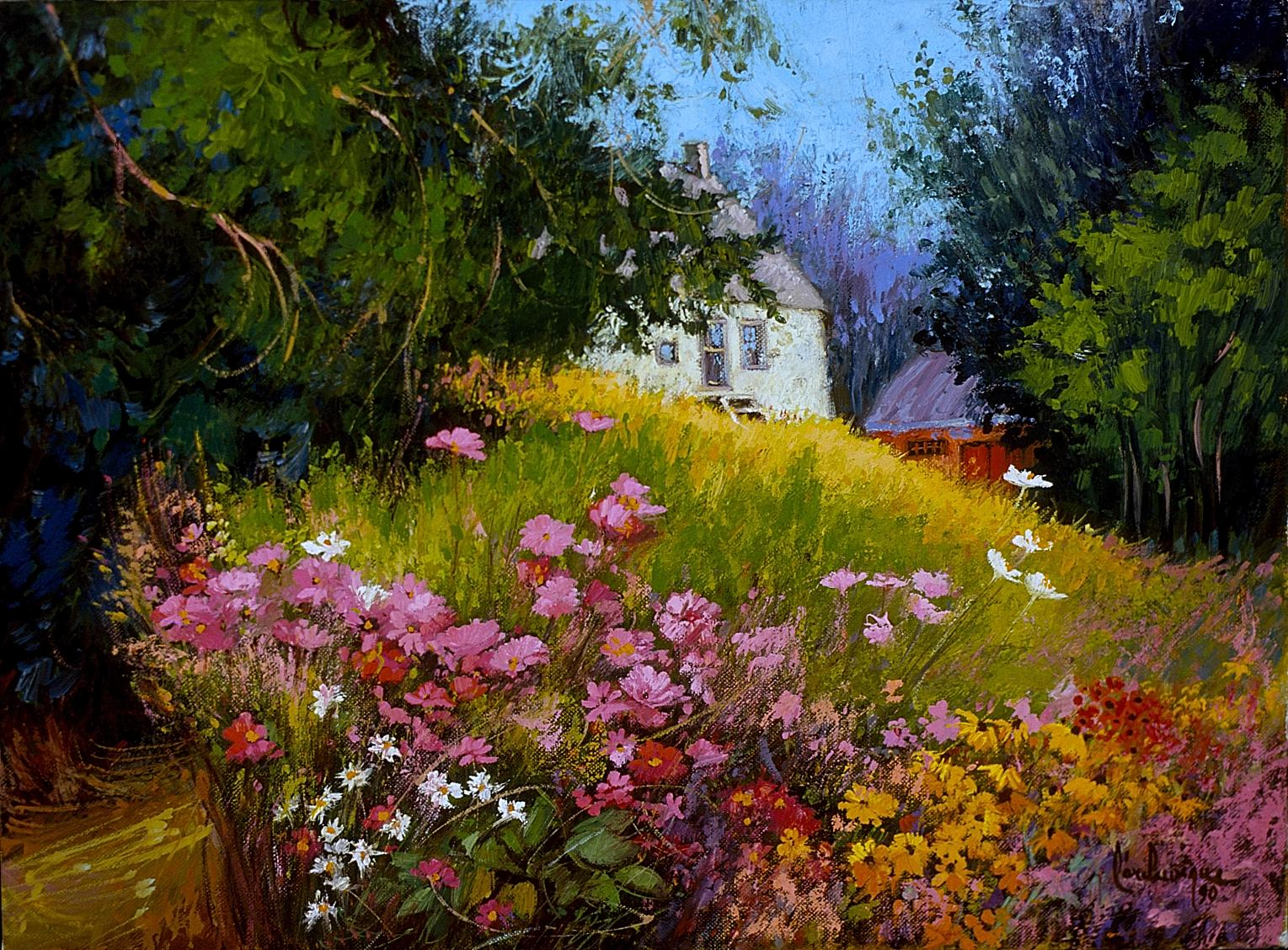
Champ de cosmos, tableau peint en 1990 par André L’Archevêque (huile, 30.4 cm × 40.6 cm).

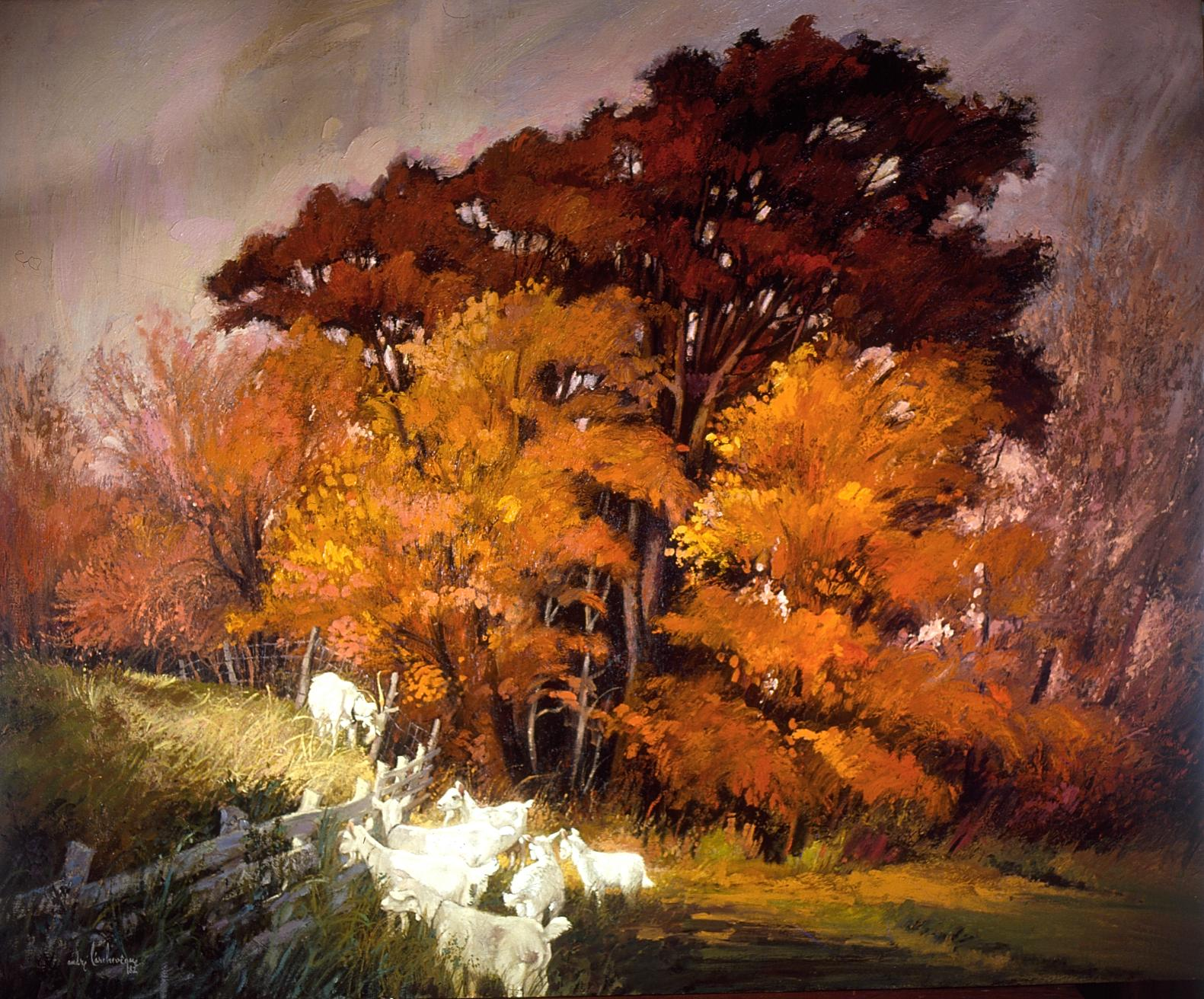
Octobre pour la chèvrerie, tableau peint en 1982 par André L’Archevêque (huile, 101.6 cm × 122 cm).

Ces deux périodes préparaient toujours, dans l’esprit d’André L’Archevêque, une ultime carrière, celle d’artiste-peintre. Il crée déjà certaines toiles dès le milieu des années 1960, mais c’est véritablement en 1972 qu’il se lance, quittant son travail en publicité. André L’Archevêque avouera avoir brûlé ses premiers tableaux. À partir de ce moment-là et jusqu’au début du XXIe siècle, il produira plus de 2 000 œuvres peintes, principalement des huiles.
Le succès sera immédiat, considérable et durable. Il avait enfin atteint un contentement par cette troisième façon de s’exprimer en arts.

« Dans le monde québécois de la peinture figurative, André L’Archevêque a eu, au cours des années 1980, l’effet d’une bombe artistique. Les galeries qui le représentaient n’arrivaient pas à satisfaire à la demande tant les collectionneurs en quête d’une de ses rares toiles étaient nombreux. »

— Robert Bernier
Son corpus comprend principalement des paysages champêtres, dépeignant les quatre saisons du Québec, ainsi que des scènes urbaines, surtout de Montréal. Il publie du reste un premier album intitulé Quartiers de mes souvenirs, comprenant six sérigraphies montrant des scènes de Montréal, album dont il signe du reste les textes, avec une préface de Guy Robert.
Un second album intitulé Méditations avec textes et eaux-fortes en couleur, d’un style particulier, révèle une nouvelle façon de s’exprimer. Il ne néglige pas pour autant les natures mortes et les portraits. 
Ses toiles se retrouveront dans d’innombrables collections, autant chez des particuliers que dans des entreprises commerciales. Elles feront l’objet d’expositions et de rétrospectives. Elles serviront aussi à la réalisation de sérigraphies, de reproductions et de cartes de souhaits, au Canada comme à l’étranger. 
Sa notoriété et son talent incitent des sociétés commerciales et des organismes de bienfaisance à lui commander des œuvres. C’est le cas notamment de la compagnie d’assurance La Prudentielle, pour laquelle il réalisera un acrylique du célèbre but gagnant de la série historique Canada-Russie au hockey en 1972. Cette toile sera reprise plus tard pour une pièce d’un dollar réalisé par la  Monnaie royale du Canada. Cette création acquise par le Temple de la renommée du hockey de Toronto est exposée là en permanence. 
À l’occasion du cent vingt-cinquième anniversaire de sa fondation, la Banque nationale du Canada lui commandera un tableau représentant la première succursale de la Banque Nationale qui sera reproduit à 10 000 exemplaires pour tous ses employés actuels et retraités, qu’il signera individuellement.
Le fonds d'archives d'André L'Archevêque est conservé au centre d'archives de Montréal de Bibliothèque et Archives nationales du Québec.

## Parcours professionnel
- 1939 École des Beaux-Arts de Montréal
- 1941 Études à l'Université Sir Georges William (Aujourd’hui Université Concordia), département School of Architecture
- 1941 Caricaturiste et illustrateur de magazines populaires.
- 1942 S’engage dans l’Aviation royale canadienne
- 1943-1945 Suit par correspondance des cours en architecture au Pennsylvania School of Architecture. Conséquemment, il lui fut possible d’illustrer des projets architecturaux
- 1944 Remporte le premier prix de dessin et d’aquarelle à une exposition organisée à Vancouver
- 1945 Est démobilisé de l’Aviation royale canadienne
- 1946 Début de sa carrière d’illustrateur éditorial : il illustre des romans d’amour, de science-fiction, de cow-boys et des magazines populaires dont la Revue Populaire du temps. Il crée des couvertures de livres pour la collection Format de poche et pour les Éditions de l'Homme.
- 1947 Épouse Lucille, qui lui donnera trois filles : Manon, Line et Élise.
- 1947 Crée le logo pour la série Les aventures étranges de l’agent IXE-13 l’As des espions canadiens ainsi que plusieurs autres pour les éditions Police-Journal. Le 28 novembre 1947 paraît le premier roman de l’Agent IXE-13 écrit par Pierre Saurel et les dessins de la page couverture sont d’André L’Archevêque. En tout, 934 numéros seront publiés.
- 1948 Suit des cours au Famous Artists School, New York
- 1958 Début de sa carrière d’illustrateur publicitaire. Illustre de nombreux livres, dépliants, brochures et autres pièces publicitaires ainsi que des campagnes publicitaires locales, nationales et internationales
- 1964 Exécute à la caséine des paysages du Québec pour le gouvernement provincial, qui sont diffusés dans nombre de revues : National Geographic Magazine, Time Life, Maclean's, Look Magazine, etc. Cinq d’entre eux seront reproduits en lithographie et distribués aux États-Unis
- 1965 Illustre des livres à colorier pour enfants
- 1968 Illustre des manuels scolaires.
- 1968 Coconcepteur du Pavillon du Québec à Terre des hommes à Montréal
- 1972 Concepteur d’une maquette de disque. Prépare un livre pour les Jeux Olympiques, qui sera publié en 1974
- 1973 Il vend ses premières toiles comme artiste-peintre : paysages à Oka, scènes de rue, natures mortes, avec comme médium, acrylique, huile et pastel
- 1975 Participe à une exposition de groupe itinérante dans 31 villes du Canada. Cette exposition se poursuit aux États-Unis à New York, Boston, Chicago, Los Angeles
- 1976 Voyage en France, en Italie et en Suisse, pour faire de la recherche graphique.
- 1976 Participe à une exposition de groupe à la Burnaby Art Gallery de Vancouver.
- 1976 Première exposition solo à la Galerie Bernard Desroches, Montréal
- 1978 Exposition solo à la Galerie Bernard Desroches, Montréal
- 1979-1980 Voyage en France pour étude
- 1980 Exposition solo à la Galerie Bernard Desroches, Montréal
- 1981 Participe à une exposition de groupe intitulée Hommage aux artistes canadiens, Galerie du Club canadien
- 1982 Étudie l’eau-forte à la Guilde Graphique de Montréal
- 1982 Crée une estampe originale intitulée Cybèle intégrée au texte d’Yves Beauchemin, aux éditions Art Global
- 1982-1983 Rétrospective itinérante, Toronto, Montréal, Ottawa, organisée par La Prudentielle d'Amérique, Compagnie d’Assurance (opération canadienne)
- 1984 Longs séjours en France pour étude.
- 1984 Réalise La petite orléanaise, huile sur toile qui ornera la couverture de la monographie André L’Archevêque aux Éditions Marcel Broquet.
- 1984 Réalise l’affiche « Les grands voiliers » pour l’événement Transat Québec-Saint-Malo à Québec
- 1986 Réalise un tableau pour la Banque Nationale reproduit en 10 000 exemplaires
- 1987 Auteur et illustrateur de Méditation, album d’art rehaussé de six estampes sérigraphiées publiées sous la direction de MM. René Savoie et Bernard Desroches.
- 1990 Création d’un second album d’art Quartier de mes souvenirs dont il est l’auteur des textes et des six sérigraphies couleurs publié sous la direction de MM. René Savoie et Bernard Desroches
- 1991 Réalise une estampe et un texte dans l’album Montréal en mots, Montréal en couleurs, éditions Stanké/Beauchamp/Savoie
- 1992 Exposition solo de 36 tableaux à la Galerie Bernard Desroches, Montréal
- 1994 Remise de la gravure du Château de Ramezay, à la gouverneure générale du Canada, Mme Jeanne Sauvé

## Honneurs et distinctions
- 1945 Art and Craft Exhibit, premier prix de dessin, Royal Canadian Air Force, Western Air Command, Vancouver
- 1963 « We Win a prize », Publication du Gouvernement du Canada
- 1965 Québec-Téléphone, prix publicitaire
- 1990 Médaille d’or de la Screen Printing Association International d’Atlanta, États-Unis

## Rétrospectives

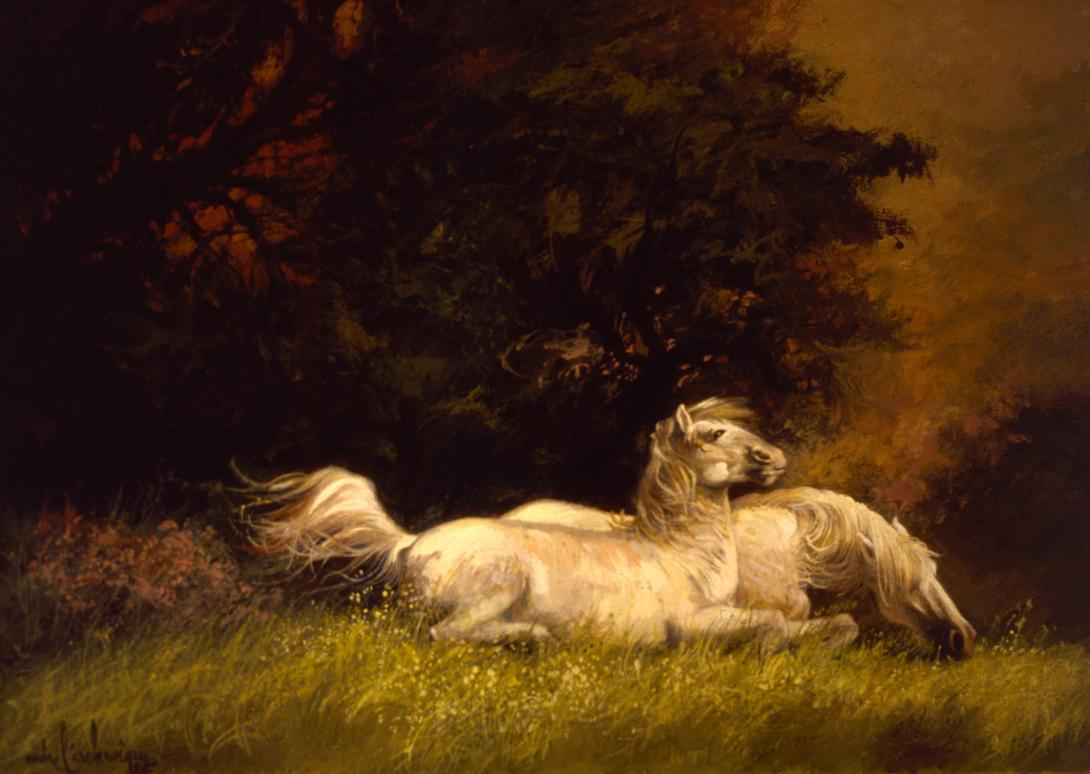
L'aurore, tableau peint en 1980 par André L'Archevêque (Huile, 35.5 cm × 45.7 cm).

- Musée du Château de Ramezay à Montréal en 1982-1983
- Prudentielle d’Amérique à Toronto, Ottawa et Montréal
  - Kofler Calgary Art Center, Toronto, du 3 novembre au 2 décembre 1982
  - Ottawa City Hall for Arts, Ottawa, du 15 décembre au 31 décembre 1982
  - Centre d'Arts du Mont-Royal, Montréal, du 12 janvier au 6 février 1983
- Musée Laurier de Victoriaville, soulignant sa double carrière d’illustrateur et de peintre, Du 10 octobre au 24 novembre 2002
- Maison des Arts de Laval, 60 ans d’images, commanditée par la ville de Laval, Du 26 septembre au 9 novembre 2003.
- Galerie Bernard Desroches, Montréal, 1987

## Peinture

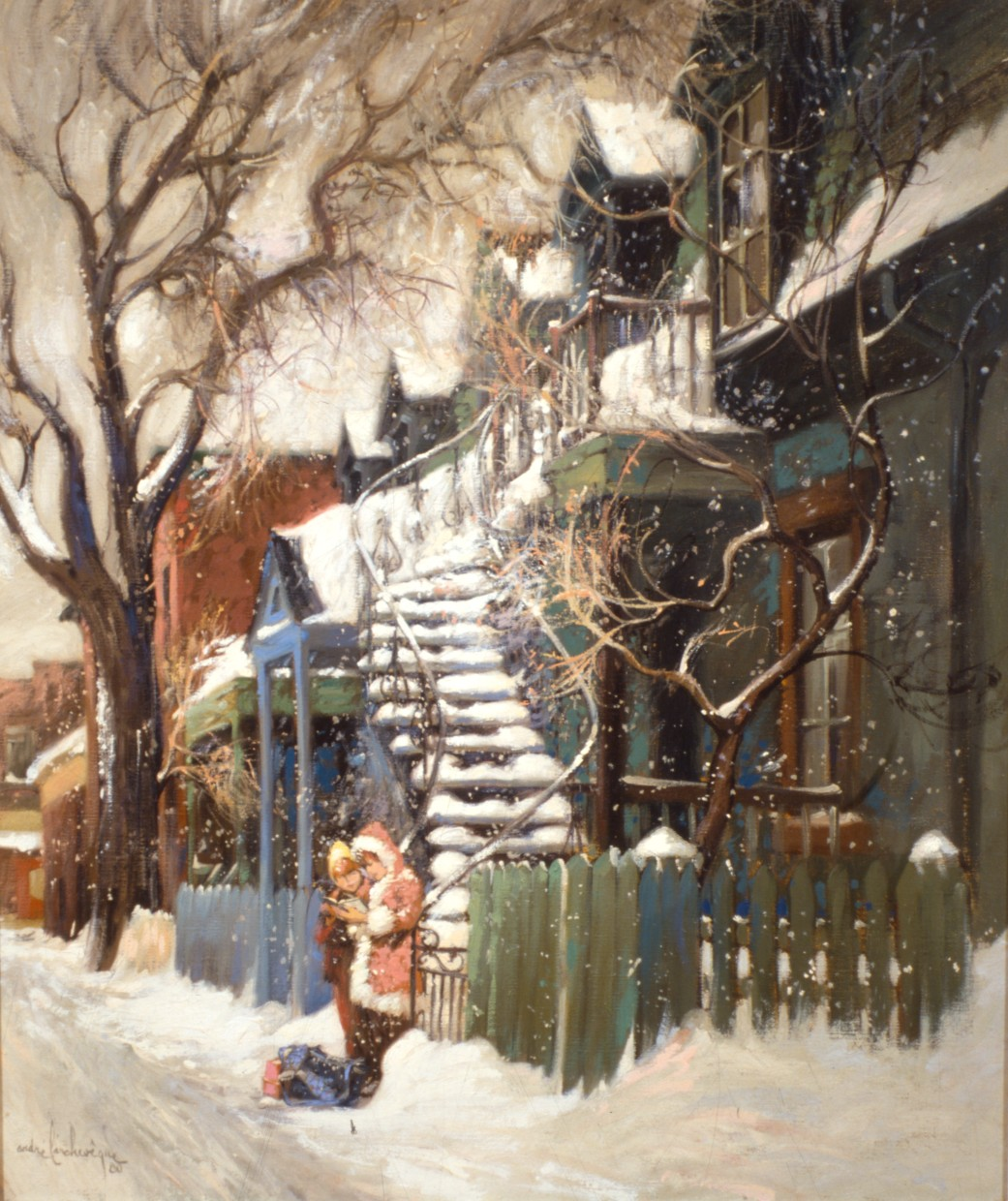
Un coin qui n’est plus, rue Coloniale, tableau peint en 1980 par André L'Archevêque (huile, 60.9 cm × 50.8 cm).

La peinture d'André L’Archevêque peut être classée en différents styles : 
- paysages champêtres ;
- scènes urbaines ;
- natures mortes ;
- portraits.

## Collections

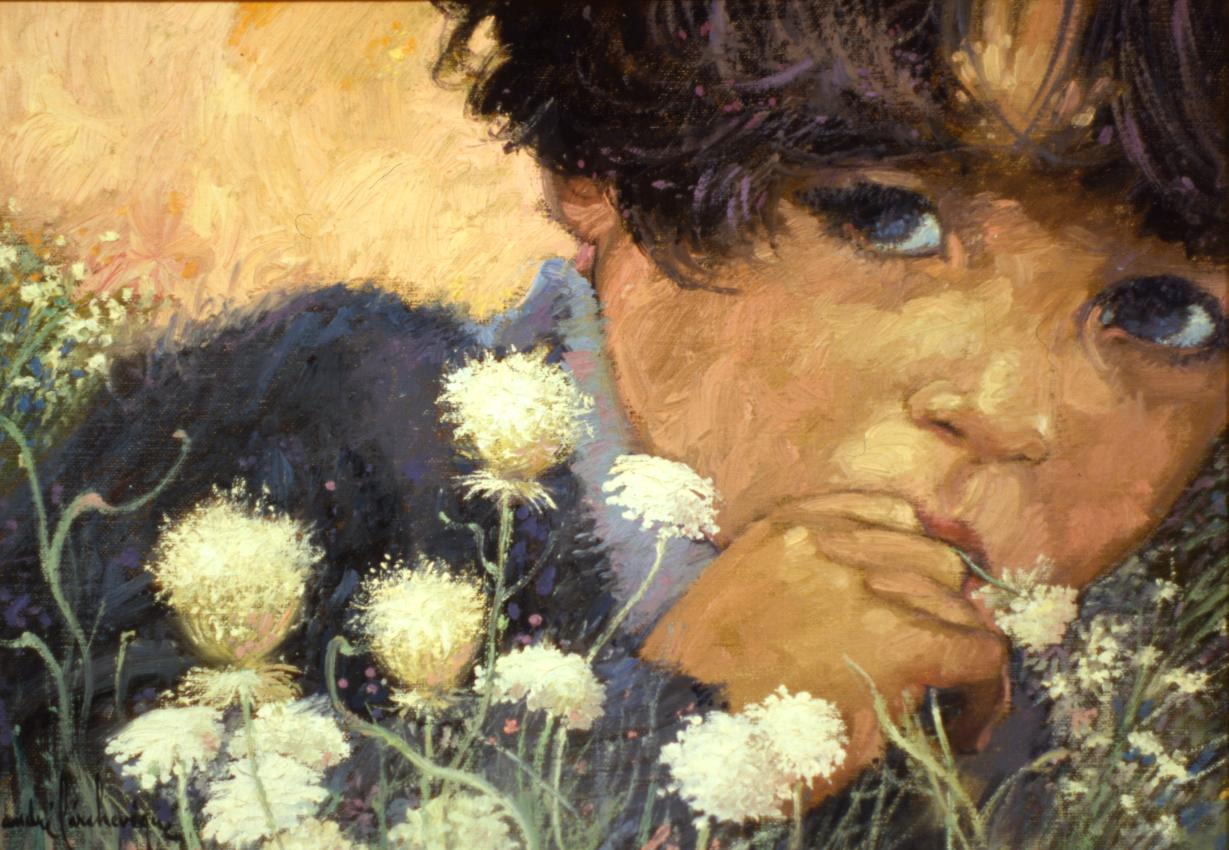
Fleurs sauvages, tableau peint en 1980 par André L'Archevêque (huile, 25.4 cm × 35.6 cm).

- Association des banquiers canadiens
- Banque de Montréal
- Banque Laurentienne
- Banque nationale du Canada
- Bell Canada
- Biochem Pharma
- Bombardier Inc.
- Brasserie Labatt
- British Petroleum
- Canimex inc.
- Collections privées
- Conseil d’affaires Égypte-Canada
- Domtar
- Fédération des Caisses Populaires Desjardins
- Fondation Girardin-Vaillancourt
- Gouvernement du Canada
- Hockey Hall of Fame de Toronto
- Mohammed Hosni Moubarak (dictateur déchu de l’Égypte)
- London Life
- Province de Québec
- Prudentielle d’Amérique
- Squibb Canada
- Texaco Canada
- Ville de Montréal
- Et nombre d’autres collections d’œuvres peintes

## Œuvres réalisées à des fins bénévoles
- Musée Laurier
- Association des Grands Frères et Grandes Sœurs du Québec
- Fondation de l’Hôtel-Dieu de Montréal, Centre des grands brûlés
- Fondation du maire de Montréal pour les jeunes entrepreneurs
- Fondation Desjardins, Programme Girardin-Vaillancourt
- Fondation québécoise du cancer
- Fondation de la recherche sur les maladies infantiles
- Groupe Champlain inc.
- Hôpital Royal Victoria
- Institut de recherches cliniques de Montréal
- Société de recherches sur le cancer
- Suicide Action Montréal
- The Cedars Cancer Fund
- Unicef, Fonds des Nations Unies
- United Nations Children's Fund
- Et autres

## Œuvres
André L'Archevêque compte au total plus de 2 000 œuvres peintes référencées.[réf. souhaitée]
- Nature morte sur briques rouges
- Bons souhaits
- Un grand voilier
- Petit voilier sur le lac des Deux-Montagnes
- En eau glaciale
- Couverture de roman d'amour
- Souvenirs de vacances à Seabrook
- Vert sur vert
- Orangers d'automne
- Un quatre roues sur la neige
- Manon, Line et Élise
- Ma première résidence à Oka
- Le Marché Bonsecours
- La Mère et l'Enfant
- L'Homme d'une autre époque
- L'Enfant à la poupée
- Inès à la boucle rouge
- Vaches aux champs
- Vaches devant épinettes
- Pastorale
- Sur la route d'Oka
- Les Remparts de Québec
- Ruisseau
- Pastorale
- Curieuse du lointain
- Maison du souvenir
- Les Ébats
- La Cueillette des fleurs
- Calèche et pont couvert
- Maison du souvenir
- Le Jeu des ombrelles
- La Sérénité
- La Laiterie d'antan
- L'Automne aux mille îles
- La fillette des champs
- Le Chat de ruelle (faubourg)
- Place Jacques-Cartier et Notre-Dame
- Enfants Andy Allerton
- Repos près de la rivière
- Dans Lanaudière
- La Rue des remparts
- La Rue du château
- Les Flaques d'eau
- La Maison de la vallée
- L'Abandonnée
- Un endroit de souvenirs
- Trois accessoires anciens
- Un endroit de charme qui devra partir
- Un clocher et trois pignons
- Fruits de la nature
- Toit typique de chez nous à Oka
- Patinage artistique
- Un coin en rouge et vert
- L'Hiver pour vrai
- Ancestrale pure d'Oka
- Froid profond
- La Maison Raizenne datant de 1721
- La Crue des eaux
- Le Froid au crépuscule
- La Maison des hirondelles
- L'eau coule sous les pins
- Les Trois Portes rouges (faubourg)
- Trois Belles au bord du chemin
- L'Espiègle
- Les Volets rouges
- La Matinée (faubourg)
- Un flirt rue Beaudry (faubourg)
- Rue de faubourg, rue de la Visitation
- Le Coin Logan
- Le Duel de longévité
- Les Pignons verts (rue Champlain)
- Une cour rue Cartier
- La Tuque rayée rouge
- Village Sainte-Marguerite
- Un Coin de faubourg
- Aurore de printemps
- La Maison du fleuriste
- Les Enfants du faubourg
- La Rue Champlain (avec escalier)
- Le Sac de bonbons
- Le Coin Alexandre-de-Sève
- Les Trois Lucarnes
- La Galerie fleurie
- Un matin rue Panet
- La Côte de la rue Panet
- Le Saule de marais
- L'Épicerie Durocher
- Les Couleurs au Québec
- Place à Mirabel
- L'eau coule doucement
- Il a gelé ça coulera
- Marche paisible (Manon)
- Il pleut encore !
- Du vrai faubourg
- « Un peu de nostalgie ("buggy") »
- L'Étang de printemps (La grange Sainte-Scholastique)
- Le Long de la 640
- Si ces lucarnes pouvaient parler
- Le Restaurant Blanchard
- Un coin caché de Saint-Hyppolite
- Les Ébats (pigeons carré Dominion)
- La petite grange
- Nuage d'orage
- Tout près de la coulée
- Palmipèdes aux aguets
- La Maison à deux cheminées
- La Laiterie
- Baie bleue du Saint-Laurent
- En matinée, rue Visitation
- Un feuillage d'hiver, route 640
- Chez Gadouas
- La Négligence pour un tricycle
- Un chemin de sous-bois, route 640
- Notre patrimoine qui disparaît
- La Couleur d'un vieux toit, Sainte-Scholastique
- La Maison Lauzon, rang Sainte-Germaine
- L'Automne des Cantons de l'Est
- La Grange Raizenne
- Sur la ferme aux mille roches
- Le Petit Pont à Sainte-Scholastique
- Le Coin Sainte-Émilie
- La Petite Remise Raizenne
- Un peu d'histoire rue Saint-Laurent
- Une pièce de musée
- Le Coin Marie-Anne et Coloniale
- Le Coin de la place Jacques-Cartier
- La Sucrerie de Saint-Benoît
- Le Côteau... 640
- Le Retour de l'école, étude
- Le Rang Sainte-Germaine en hiver à Oka
- La Rue Coloniale
- Vue sur le chemin de la station
- Une vallée paisible
- La sève se fait attendre, sucrerie de Saint-Benoît
- Le Retour de l'école (rang Saint-Joachim)
- Ça coulera demain (sucrerie de Sainte-Scholastique)
- Un siècle sous la neige
- La Laiterie du rang Saint-Joachim
- Le Processus de vieillissement
- Une vallée paisible
- Le Réveil du sol
- La Sucrerie Raizenne
- La Laiterie du rang Saint-Joachim
- La Grange Quévillon
- Une silhouette québécoise
- La Grange à Trottier
- La Couleur d'un vieux toit
- Pétales rouges et blanches
- Place Jacques Cartier
- Sentier du paradis
- Vent de tempête
- Premier verglas
- Fleurs séchés et pots de grès